# Bataille de Tit
 (décembre 2010).
La bataille de Tit ou combat de Tit survenu à Tit, à environ 50 km au Nord-Ouest de Tamanrasset, est un épisode majeur dans l'histoire des Compagnies méharistes sahariennes. Il est considéré comme une réponse au massacre de la mission Flatters.

## Description
Menée le 7 mai 1902 par le lieutenant Cottenest avec le soutien du Goum d'In Salah, elle voit la déroute d'un important rassemblement de Kel Ahaggar, les touaregs du Hoggar.
La troupe est composée de quatre-vingt dix méharistes, chaque tribu touareg ralliée à la France devait envoyer un contingent. Ce fut le goum Cottenest, dont l'effectif fut complété à cent trente fusils par l'adjonction de quarante moghaznis, la plupart sont des Châamba d'Ouargla[réf. nécessaire].
Cottenest est le seul Français.
Le 7 mai 1902, au village de Tit en Algérie, Cottenest, attaqué par les Touareg, remporte la victoire, avec seulement trois tués et une dizaine de blessés. Les pertes des Touareg s'élèvent à quatre-vingt-treize morts et de nombreux blessés. Le chef touareg Mohammed Ag Bessa y trouve la mort.

## Bilan
À l'issue de celle-ci, la région du Hoggar est ouverte aux Français.
Moussa ag Amastan, aménokal (chef d'un groupe de tribus) des Touareg, avait refusé de participer à cette bataille.